# (11669) Pascalscholl
(11669) Pascalscholl est un astéroïde de la ceinture principale.

## Description
(11669) Pascalscholl est un astéroïde de la ceinture principale. Il fut découvert le 7 décembre 1997 à Caussols par le projet ODAS. Il présente une orbite caractérisée par un demi-grand axe de 2,44 UA, une excentricité de 0,09 et une inclinaison de 1,3° par rapport à l'écliptique.

## Compléments